# Bernhard Wicki
Bernhard Wiki (St. Pölten, Àustria; 28 d'octubre de 1919 - Múnic; 5 de gener de 2000) va ser un actor i director de cinema austríac.

## Trajectòria
Va estudiar a Breslau història de l'art i literatura alemanya. En 1938, va ser transferit a la Schauspielhauses de Berlín, però en 1939, per pertànyer a l'associació juvenil comunista Bündischen Jugend, prohibida des de 1933 per Hitler, va ser empresonat en el camp de concentració de Sachsenhausen. En ser alliberat es va mudar a Viena, i després a Suïssa.
Va actuar en films com Die letzte Brücke (1953) i Es geschah am 20. Juli (1955) sota la direcció de Georg Wilhelm Pabst, Més tard va ser dirigit per Michelangelo Antonioni (La notte), Rainer Werner Fassbinder, Andrzej Wajda, Wim Wenders (Paris, Texas), Paul Verhoeven i Michael Verhoeven.
En 1958 va dirigir el documental Warum sind sie gegen uns?, i es va consagrar internacionalment en 1959 amb Die Brücke, un destacat al·legat antibèl·lic basat en la novel·la de Manfred Gregor. La pel·lícula va conquistar el Globus d'Or i va ser nominada als Oscar de l'Acadèmia.
En 1961 va guanyar l'Os de Plata del Festival de Berlín per Das Wunder des Malachias.
Va codirigir El dia més llarg i La visita, aquesta amb Ingrid Bergman i Anthony Quinn; estava basada en la tragicomèdia famosa de La visita de l'anciana dama de Friedrich Dürrenmatt, escrita al voltant de 1955, amb qui el va unir una profunda amistat.
Fou condecorar amb la Großer Österreichischer Verdienstorden «Litteris et Artibus». En morir en 2001 es va establir el premi que porta el seu nom així com el premi antibèl·lic per la pel·lícula Die Brücke.
Va estar casat amb l'actriu Agnes Fink entre 1945 i 1994, data de la seva defunció; i després en 1995 amb Elisabeth Endriss. El documental Verstörung - und eine Art von Poesie,de 2007, està narrada per la seva segona esposa.
En la pel·lícula Effroyables jardins (2003) de Jean Becker, el soldat-pallasso Bernd està basat en ell, a qui se li dedica la seva memòria.

## Filmografia parcial
- 1954: The Eternal Waltz
- 1955: Kinder, Mütter und ein General
- 1956: Weil du arm bist, mußt du früher sterben
- 1958: Warum sind sie gegen uns?
- 1959: Die Brücke
- 1961: La notte
- 1961: Das Wunder des Malachias
- 1962: The Longest Day
- 1964: The visit / Der Besuch
- 1965: Morituri
- 1967: Madeleine und der Legionär
- 1971: Das falsche Gewicht
- 1971: Karpfs Karriere
- 1971: Carlos
- 1978: The Left-Handed Woman
- 1980: La mort en directe
- 1980: Derrick
- 1984: Die Grünstein-Variante
- 1984: Paris, Texas
- 1987: Sansibar oder Der letzte Grund
- 1989: Spider's Web

## Premis
Medalles del Cercle d'Escriptors Cinematogràfics
| ! Any | Categoria                 | Pel·lícula | Resultat  |
| ----- | ------------------------- | ---------- | --------- |
| 1960  | Millor director estranger | Die Brücke | Guanyador |